# Teofil Jurkiewicz
Teofil Jurkiewicz (właściwe nazwisko: Ludomir Brzuskiewicz, ur. 1925, zm. 24 lipca 2009) – oficer Armii Krajowej, we wczesnym okresie powojennym działacz niepodległościowy na terenie PRL, żołnierz Tajnego Związku Krwawej Ręki; z tego powodu prześladowany i więziony przez władze komunistyczne. Wiosną 1946 roku udaje mu się przekroczyć granicę PRL, osiada we Francji, gdzie podejmuje szereg działań na rzecz polskiej emigracji, w tym organizuje Wspólnotę Polsko-Francuską. Od uzyskania przez Polskę niepodległości w 1989 r. regularnie odwiedzał Kraj, wielokrotnie organizuje pomoc materialną dla szpitali m.in. Akademii Medycznej w Gdańsku (obecnie: Gdańskiego Uniwersytetu Medycznego) oraz stypendia – staże i praktyki w szpitalach Lotaryngii dla 150 młodych lekarzy – pracowników i studentów tej uczelni. Kolator kościoła i klasztoru Ojców Karmelitów w Oborach. Honorowy Członek Dobrzyńskiego Towarzystwa Naukowego.Zmarł 24 lipca 2009 r. w Saint-Avold (Francja). Jego prochy, zgodnie z życzeniem, pochowano w grobie rodzinnym w Polsce, na starym cmentarzu-Kalwarii w Oborach.